# 大久保忠職
大久保 忠職（おおくぼ ただもと）は、江戸時代前期の大名。武蔵国騎西藩の第2代藩主、美濃国加納藩主、播磨国明石藩主を経て、肥前国唐津藩の初代藩主。官位は従四位下加賀守。相模小田原藩大久保家2代。大久保忠常の長男。母は奥平信昌と亀姫（徳川家康の長女）の娘。大久保忠隣の嫡孫に当たる。

## 生涯
慶長9年（1604年）、大久保忠隣の嫡男・忠常の長男として生まれる。慶長16年（1611年）、父の早世により家督を継ぐものの、大久保氏の政務はまだ健在であった祖父・忠隣が行なった。しかし慶長19年（1614年）に忠隣が改易され、近江国栗太郡中村に流罪となった他、大久保氏の多くも処罰された。しかし祖父・忠隣の功績が大きいこと、加えて外祖母が徳川家康の長女・亀姫であったことを考慮した幕府から特別に、嫡孫の当人だけは2万石の騎西藩主として騎西城での蟄居処分として罰を軽減され、大久保氏の存続を許されている。
寛永2年（1625年）、忠職は罪を赦され、寛永3年（1626年）12月5日には加賀守に叙位・任官される。寛永9年（1632年）1月11日、3万石加増の5万石で美濃加納藩へ加増移封となる。この要地・加納への入封は前任者である母方の従弟・奥平忠隆の死去に伴うもので、外祖母・盛徳院の縁もある。
寛永16年（1639年）3月3日には2万石加増の7万石で播磨明石藩へ移封される。慶安2年（1649年）7月4日には1万3000石加増の8万3000石で肥前唐津藩へ加増移封された。
忠職は前藩主・寺沢堅高による悪政を正すため、唐津藩の藩政においては地方知行制の廃止と蔵米知行制の導入、代官制度による統治と農民登用による民政の安定など、藩政の基礎固めに努めた。寛文10年（1670年）4月19日に死去。享年67。
3人の息子が早世して嗣子がなく、従弟の忠朝（叔父の旗本・大久保教隆の次男）を後継とした。墓所は京都市上京区寺町通りの本禅寺。墓碑が佐賀県唐津市和多田の丸宗公園にある。

## 系譜
父母
- 大久保忠常（父）
- 奥平信昌の娘（母）

正室
- 松平忠明の娘

子女
- 大久保新十郎
- 宇津季之
- 大久保忠倫

養子
- 大久保忠朝 ー 大久保教隆の次男